# Xymenopsis corrugata
Xymenopsis corrugata là một loài ốc biển, là động vật thân mềm chân bụng sống ở biển trong họ Muricidae, họ ốc gai.

## Phân bố
Xymenopsis corrugatus được tìm thấy ở Tierra del Fuego ở miền nam Chile.